# Millions (film uit 2004)
Millions is een Britse comedy-dramafilm uit 2004 die geregisseerd werd door Danny Boyle. De film is een verfilming van de gelijknamige jeugdroman van Frank Cottrell-Boyce, die zelf ook het scenario schreef. De hoofdrollen worden vertolkt door Alex Etel, Lewis Owen McGibbon, James Nesbitt en Daisy Donovan.

## Verhaal
Damian en zijn oudere broer Anthony hebben recent hun moeder verloren. De twee Britse jongens hebben verschillende persoonlijkheden. Anthony is meer bezig met geld, Damian toont vooral interesse in heiligen die goede daden verricht hebben. Op een dag bouwt de zevenjarige Damian met enkele verhuisdozen een fort. Wanneer een trein langs zijn kamp zoeft, valt er een zak met geld op de dozen. Damian beschouwt het geld als een teken van God en laat het aan zijn broer zien.
De twee jongens geven een deel van het geld elk op hun eigen manier uit. Damian probeert mensen in nood te helpen, terwijl Anthony het geld gebruikt om meer aandacht te krijgen.
Na verloop van tijd duiken er enkele problemen op. Omdat het Verenigd Koninkrijk op het punt staat op de euro over te schakelen, dreigt het geld waardeloos te worden. Bovendien ontdekken de jongens dat het geld afkomstig is van een treinroof en dat een van de overvallers hen op het spoor is.

## Rolverdeling
| Acteur              | Personage           |
| ------------------- | ------------------- |
| Alex Etel           | Damian Cunningham   |
| Lewis Owen McGibbon | Anthony Cunningham  |
| James Nesbitt       | Ronald Cunningham   |
| Daisy Donovan       | Dorothy             |
| Christopher Fulford | The "Poor Man"      |
| Pearce Quigley      | Community Policeman |
| Jane Hogarth        | Maureen             |

## Trivia
Danny Boyle verklaarde in 2014 dat als hij en schrijver Frank Cottrell-Boyce zelfverzekerder waren geweest, ze het verhaal als een musical hadden verfilmd. Boyle had het idee om Noel Gallagher de nummers te laten schrijven.